# Коле дела Спонга (Ријети)
Коле дела Спонга је насеље у Италији у округу Ријети, региону Лацио.
Према процени из 2011. у насељу је живело 9 становника. Насеље се налази на надморској висини од 801 м.